# 吳明儀
吳明儀（1968年—），生於新北市鶯歌鎮，祖籍福建泉州磁灶鎮，台灣陶藝家，為家中第24代傳人。高中以前僅幫忙練土、彩繪，直到畢業之後才開始學習陶藝。畢業於電子科，先後曾開過泡沫紅茶店、手機行與音響店等，當時僅利用工作空檔玩陶、研究彩釉。兩岸開放後，其父親的陶藝公司「達光陶瓷」由於未轉型而趨於沒落，吳明儀決定回家承接事業。

## 研究方向
自1991年成立個人工作室到2000年間，一共10 年的時間，吳明儀嘗試各種銅紅、銅綠、鈞釉與藍釉等成份比例及施作組合。除了釉藥創作，他也積極投入生活陶產品的設計及研發，2001年起發表數個的景觀水流模組。近年，與妻子在苗栗明德水庫南岸購地建屋，創設「陶藝源地工作室」，並親自建造一座「母子柴窯」，希望以此實現柴窯燒陶的理想。除創作之外，吳明儀更以攝影記錄工作室一帶的自然生態變遷，以保護臺灣原生自然生態環境為宗旨，將陶藝源作為陶藝學習、創作與展覽的休閒空間。

## 創作風格
早期作品釉彩炫麗，近年致力於現代陶藝的單純創作，探討人、窯、柴、土、火等不同元素間的相互影響關係，藉由不同植物的柴火與其不同火焰的流竄痕跡，展現自然落灰在高溫差異環境下的細微變化，意即以柴火作為助燃的材料，以其直接在體坏上留下自然的「火痕」，搭配木柴燃燒後，灰燼落在作品上而產生的「自然落灰釉」色澤。吳明儀更依據自己不同的風格推出三種品牌以做為區分：
- 「陶藝源」：屬於半人工或機器量化生產的生活陶瓷，如茶壺、碗、盤等器皿
- 「文生窯」：屬於手工或景觀藝術陶瓷之設計，如其「水流」系列
- 「吳」：屬於純創作的現代陶藝，如近期所發表之「熔古薪藝-臺灣柴燒紅」系列。